# الکتروپریوریدا
الکتروپریوریدا (انگلیسی: Elektroprivreda) شرکت برق صربستانی است، که در سال ۱۹۹۱ تأسیس شد.